# 飛地

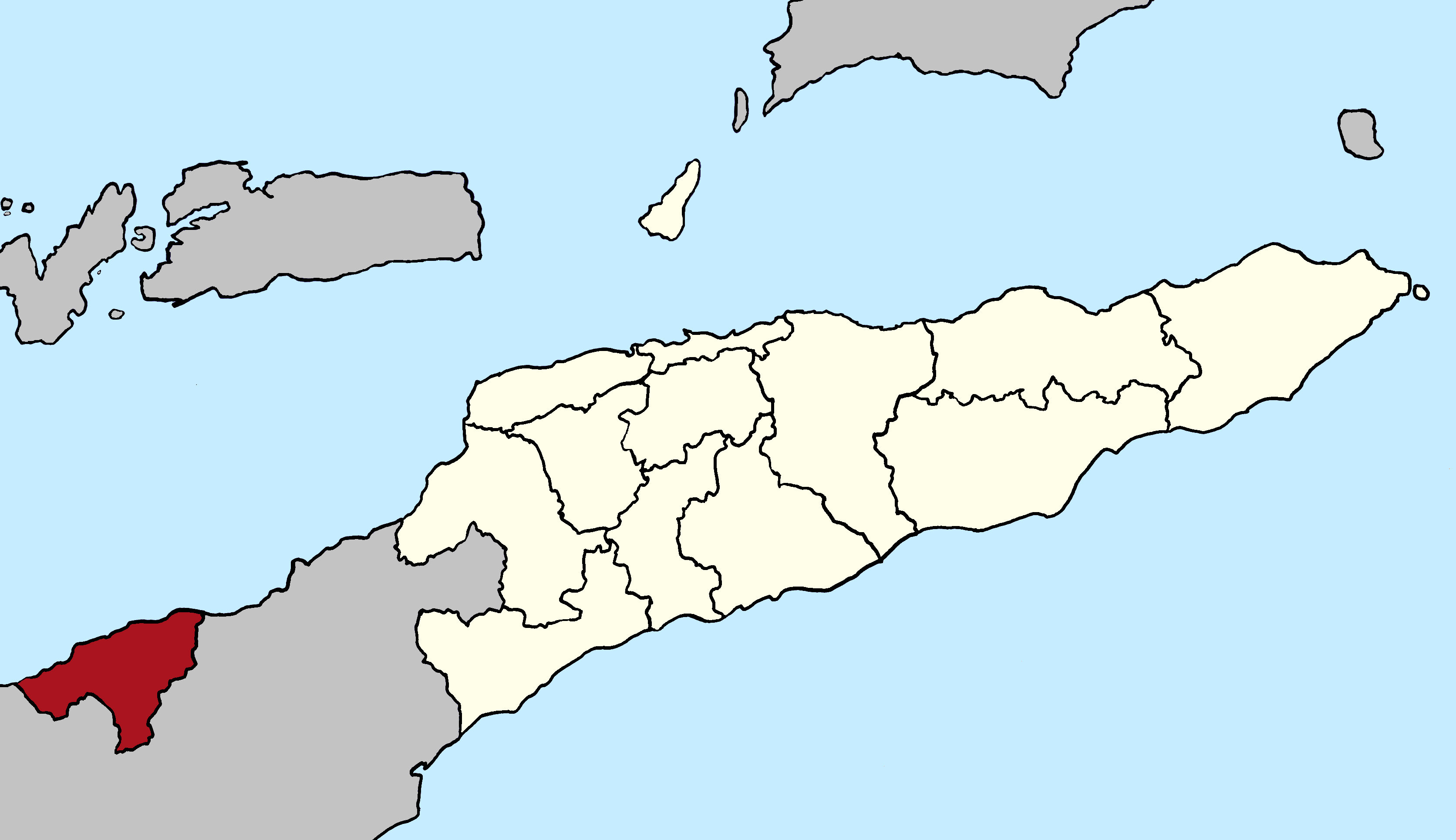
地図上のクリーム色と赤色の地域が東ティモール民主共和国。赤色の地域（オエクシ）が飛地にあたる。

飛地（とびち、飛び地）とは、一つの国および地域の領土や行政区画、町会等のうち、地理的に分離している一部分である。土地の一部が「他所に飛んでいる」と見られることからこう呼ばれる。

## 概説

A1・C1・E1：内陸部の飛地、
A2・D1：水域に面した飛地、
H2・H3：二重飛地、E2：三重飛地
----
以下は飛地ではない
B1：離島
----
以下は飛地とされるかは事例により議論の余地がある
F1：本土と水域で隔てられた対面の領地、
H1：河川における対岸飛地、
B2：他との境界線を有する離島、
B3：他地域と橋で接続された離島

Aの領域がA以外の領域によって、複数に分断されている状態にあるとする。Aの主要地域以外のその他の領域が飛地である。ある領域を飛地と呼ぶかどうかは、その行政単位の地形・政治・交通などの状況によって判断される。もっとも、その判断も意見が分かれることがしばしばある。以下に、ケースごとの飛地について概説する。

### 他の行政単位によって分断された内陸部の領地
ある行政単位Aに対して、別の行政単位Bが近傍に存在しているとする。そして、Bの領域内に囲まれるようにしてAの領地A1が存在する場合、A1はAの飛地である。このケースに限っては、ほとんどの者がこれを飛地と認め、そのことには異論がないことが多い。なお、ここでは仮に、本土と飛地を分断する行政単位を単一のBとした。が、本土と飛地を分断する行政単位は複数であってもよい。例えば、行政単位Cに対して、複数の行政単位A、D、Eの領域によって囲まれた領地C1もCの飛び地である。これは以下のケースでも同様である。日本の和歌山県北山村やアゼルバイジャンのナヒチェヴァン自治共和国が例として挙げられる。

### 他の行政単位によって分断された水域に面した領地
ある行政単位Aが、同一の陸地に複数の領域をもつとする。そして、本土Aは内陸にあり、一方で、本土A以外の領地A2が水域に面しているとする。かつ、A2は別の行政単位Dの領域によって分断されているとする。そのとき、A2は、本土Aと飛地の関係にあるといえる。この場合も、上記と同じく多数の者が飛地であると認める事が多い。青森県五所川原市やパレスチナ自治区のヨルダン川西岸地区（本土）に対するガザ地区（飛地）が例として挙げられる。
またある行政単位DおよびFが、同一の陸地に複数の領域をもつとする。そして、それらのD・Fの複数の領域について、本土D・本土Fを含めたすべての領域が水域に面しているとする。かつ、それらのD・Fの領域が、別の行政単位Eの領域によって分断されているとする。このときも、上記と同じく、領地D1・F1は、本土と飛地の関係にあるといえる。しかし、この場合は、飛地と呼ぶかどうかについては議論の余地がある場合が多い。例えば、アメリカ合衆国におけるアラスカ州やロシア連邦のカリーニングラード州は飛地であると判断されることが多い（本土D・領地D1の関係）。一方で、同じ条件を満たすトルコのイスタンブールがあるトラキア地方は、本土と海峡を介して近接しており、飛地とはみなさないことがある（本土F・領地F1の関係）。

### 本土と水域で分断された領地
上記のケースに当てはまらず、本土と飛地が同一の陸地に所属しないケースである。これが飛地かどうかについては、微妙なケースである。以下にさらにケースを細分化する。
ある行政単位Bが、複数の島にわたって複数の領域をもつとする。そのとき、島に存在する行政単位がBだけである島B1を飛地と呼ぶことはまずない。例えば、広島県廿日市市における厳島、東京都における伊豆大島などは飛地ではない。
しかし、その島に複数の行政単位の境界線が通っている場合は、飛地となり得る。具体的には、島B2の両側に、複数の行政単位BとGが存在するとする。BとGは島B2にそれぞれ領域を有しており、島内にそれらの境界線が引かれている場合は、飛地とされる可能性がある。例えば、大阪府の関西国際空港の空港島とそれを分断する対岸の自治体（泉佐野市・田尻町・泉南市）は、空港島をめぐって交通が分断されていることもあって、飛地を構成しているといえる可能性がある。また、瀬戸内海において岡山県と香川県の県境で分断された井島なども、場合によっては飛地とみなされることもある。
また、橋ができたが故に飛地とみなされる可能性がある。行政単位Bが領有する島B3に対し、同一の陸地の別の行政単位Fから橋が架けられた場合、本土Bと島B3は行政単位Fを経由して連絡することになるため、飛地と呼べる可能性がある。実例として長崎県松浦市の福島があげられる。福島には境界線はなく、基本原則にあてはめれば飛地ではない。しかし、1967年に福島と佐賀県伊万里市の間に橋がかけられた。これにより本土と離島との行き来が可能となったが、この経路を使う場合、伊万里市を通らねばならない。なお、2008年時点で、陸路・海路とも、福島と伊万里市を結ぶ交通手段はあるが、福島と松浦市は直接結ばれていない。このほか、大鳴門橋開通（1985年）から明石海峡大橋開通（1998年）までの期間における淡路島なども、所属する兵庫県側ではなく四国側のみ橋で繋がっていた例としてあげられる。

### 二重飛地・三重飛地
主に内陸部の飛地において発生しうる現象が二重飛地である。ある行政単位Eの飛地が、E近傍の別の行政単位Hの領域の内部にあるとする。このHの内部にあるEの飛地E1のさらに内部にHの領地H3が存在する場合がある。その場合、領地H3は「飛地に周囲を囲まれた飛地」であり、二重飛地と呼ばれる。例としては、大阪府・兵庫県の大阪国際空港内における、豊中市内部にある池田市の飛地の内部にある豊中市の二重飛地、オマーンのマダ内に位置するアラブ首長国連邦のナワなどがある。
また、上述の「Hの内部にあるEの飛地E1のさらに内部に、Hの二重飛地H2」があり、さらにそのH2の領域に完全に囲まれる形でEの領地E2が存在する場合、「飛地の中の飛地の中の飛地」、すなわち三重飛地となる。三重飛地の実例はインドのダハラ・カグラバリが世界唯一とされるが、すでに解消されている。

## 発生する要因
封建制下においては、同一の君主の所領が各所に分散していることは珍しくなかった。国民国家形成の際に旧来の領邦の境界を引き継ぐこともあり、その際に領土や行政区画に飛地が残ったという事例がヨーロッパ・インド・日本に多いようである。

### その他
その他の要因としては以下のようなものがある。

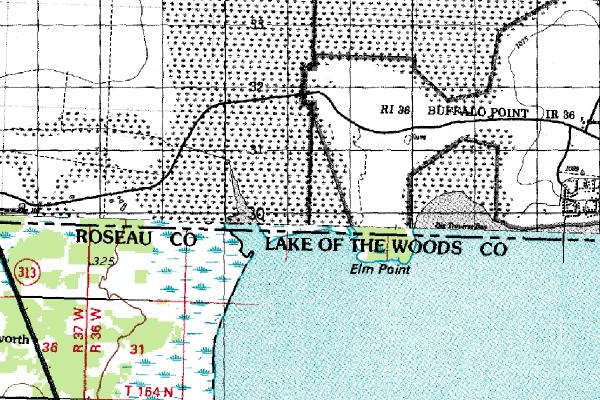
エルム・ポイント。アメリカ・カナダ国境を北緯49度線を基準にした結果、飛び地と化した岬。

- 河川の流路変更によるもの（アメリカ合衆国ホーコン・トラクト、茨城県取手市など）。
- 境界線を策定した際に、陸地の形と無関係に緯度・経度などを一律に基準としたため、海や湖に阻まれて行き来できない場所が飛び地化したもの（アメリカ合衆国ポイントロバーツ、エルム・ポイントなど）。
- 境界線を策定した際に、住民の民族や宗教を基準としたため発生したもの（ガザ地区、ナヒチェヴァン自治共和国、東パキスタン（現バングラデシュ）など）。
- 領土の買収によるもの（アメリカ合衆国アラスカ州など）。
- 貿易・防衛拠点として確保した後、周囲の国に返還されなかったもの（スペインのセウタ、イギリスのジブラルタルなど）。
- 領土の一部が他国に併合されるもしくは独立により発生したもの（ブルネイのテンブロン地区、東プロイセン、ロシア連邦のカリーニングラード州など）。
- 隣接しない国家・市町村の合併により発生したもの（アラブ連合共和国、アラブ共和国連邦など）。
- 入植地（新田など）。
- 集落ごとの入会地設定やため池の設置、回廊地帯の設置などによるもの。

### 備考
上記のようにして形成されたものの多くは、飛地と呼ばれる。しかし、植民地の場合には、領土という観点では飛地であっても、飛地と呼ばないのが普通である。例えば、かつてのインドはイギリスの飛地であるとはいえない。
また、上記のように、飛地は生成される一方で、解消されたり、再生成されたりする動きもある。例えば、日本では、住居表示の実施、土地区画整理等に伴う行政区画の変更、市町村合併などにより、飛地は次第に解消される場合もあるが、合併交渉の破綻により細分化される事例もある。また、行政側が飛地の解消を望んでいたとしても住民が民族的・歴史的経緯などから反発する場合や、逆に住民側が望んでいても行政側が政治上の理由によって解消を拒否する場合などがあり、単純に関係地域の合併交渉だけで解消につながるものではない事例が多い。

## 国家の飛地
ここでは領土の飛地を挙げる。在外公館などの、他国の領土内で治外法権が認められた領域は領土に相当しない。軍事基地に関しては、アクロティリおよびデケリアのような、基地設置国の領土となっている場合もあるが、在外米軍基地のような多くの外国軍基地は治外法権領域である。また、占領も領有とは異なり、占領国の領土に編入されていない占領地も領土の飛地ではない。
- アゼルバイジャンナヒチェヴァン

ナヒチェヴァン

  - ナヒチェヴァン自治共和国 - 北東にアルメニア、南西にイラン（東アゼルバイジャン州、西アゼルバイジャン州）が隣接
  - カルキ（英語版） - 飛地であるナヒチェヴァン自治共和国・サダラク県（英語版）に属する村。周囲はアルメニア・アララト地方で、1992年以降アルメニアが実効支配している。
  - ユカリ・アスキパラ（英語版）（アルメニア語名Verin Voskepar）、バルクダルリ（英語版） - どちらもガザフ県の村。アルメニア・タヴシュ地方に囲まれており、カルキと同じくナゴルノ・カラバフ紛争時にアルメニアが占領。
- アルゼンチン
  - マルティン・ガルシア島 - アルゼンチンとウルグアイの国境となっているラプラタ川の河口にあり、ウルグアイの領海内に位置する。
- アルメニア
  - アルツヴァシェン - 周囲はアゼルバイジャンギャダベイ県（英語版）。1992年以降「バシュケンド」としてアゼルバイジャンが占領している。
- アメリカ合衆国アラスカ州

アラスカ州

  - アラスカ州 - 北米大陸の西北端であるこの地は、かつてロシア領アメリカだったが、1867年にアメリカへ売却され（アラスカ購入）、カナダ（当時は英領）を挟んだアメリカの飛地となった。
  - ポイントロバーツ - カナダのブリティッシュコロンビア州南端に位置するロバーツ岬の先端部だけがアメリカ合衆国ワシントン州に属する。これは、アメリカとカナダ（当時はイギリスの植民地）が北緯49度を国境線と決めたため、49度線より南に飛び出した岬の先端部分のみがアメリカ領になったもの。
  - エルム・ポイント - ウッズ湖に面した先端部だけがアメリカ合衆国ミネソタ州に属する。これもポイントロバーツ同様、北緯49度を国境線と定めた際に飛地が形成された。付近に次項のノースウエスト・アングルが存在する。
  - ミネソタ州レッドレイク・インディアン居住区（英語版）（ノースウエスト・アングル）- 周囲はカナダとウッズ湖。
  - プロビンス岬 - シャンプレーン湖に突き出した先端部のみがアメリカ合衆国バーモント州に属する。
  - プロビンス島 - メンフレマゴグ湖（英語版）に浮かぶ島。大半がケベック州マゴグに属するが、南端の一角のみバーモント州オーリンズ郡に属する。
- アラブ首長国連邦
  - ナワ - 周囲はオマーン領のマダ。マダも飛地であるため二重飛地（飛地の中の飛地）である。なお、この連邦内東部には、各首長国の領域が混在しており、フジャイラやラアス・アル＝ハイマ首長国の主たる領域が分断されているなど、飛地がいくつか存在する。
- アンゴラカビンダ

カビンダ

  - カビンダ - 北にコンゴ共和国、南東にコンゴ民主共和国が隣接、西は大西洋。内陸国だったコンゴ民主共和国（当時はコンゴ国際協会）に海への出口（回廊）としてコンゴ川下流部が与えられたため、飛地となった。独立運動が今日まで2度も勃発しているが正式独立はおろか、自治権まで認めることなく現在に至る。
- イギリス
  - ジブラルタル - スペイン（アンダルシア州）と隣接、地中海（ジブラルタル海峡）に面する。
  - 北アイルランド - アイルランド領であるアイルランド島の一部を占める。
- イタリア
  - カンピョーネ・ディターリア - 周囲はスイス、ルガーノ湖に面する。
- ウズベキスタン
  - シャヒマルダン - 周囲はキルギス（バトケン州カダムジャイ地区（英語版））。
  - ジャンガイル（ウズベク語版） - キルギス語ではジャンギ・アイールとも。周囲はキルギス。フェルガナ地区（英語版）に属している。面積1km2未満。
  - ソフ地区 - 周囲はキルギス（バトケン州バトケン地区、カダムジャイ地区）。
  - チョング・カラ（ウズベク語版） - 周囲はキルギス。行政上はソフ地区に属している。
- オマーン
  - ムサンダム - アラブ首長国連邦ラアス・アル＝ハイマ首長国とホルムズ海峡に隣接。
  - マダ - 周囲はアラブ首長国連邦（シャールジャ首長国）。
- オランダ /  ベルギーバールレ

バールレ

  - バールレ - 現在はオランダのバールレ＝ナッサウ（北ブラバント州）とベルギーのバールレ＝ヘルトフ（アントウェルペン州）に分割されている。両者が複雑に入り組み、観光名所にもなっている。また二国間の国境が交差する地点が1か所存在している。
- スペイン
  - リビア（カタルーニャ州ジローナ県の一部）- 周囲はフランス（オクシタニー地域圏ピレネー＝オリアンタル県）。
  - セウタ - モロッコ（テトゥアン）と隣接、地中海（ジブラルタル海峡）に面する。
  - メリリャ - モロッコ（ナドール）と隣接、地中海に面する。
  - ペニョン・デ・ベレス・デ・ラ・ゴメラ - モロッコと隣接、地中海に面する極小の飛び地。セウタとメリリャの中間付近、アル・ホセイマから3,40kmほど西に位置する。
- タジキスタン
  - ヴォルフ - 周囲はキルギス（バトケン州レイレク地区）。
  - カイラガチュ（英語版） - 周囲はキルギス（バトケン州レイレク地区）。
  - サルヴァン（英語版） - 周囲はウズベキスタン（ナマンガン州パプ地区）。
- 東ティモール
  - オエクシ＝アンベノ - 周囲はインドネシア（東ヌサ・トゥンガラ州）、北はサヴ海。
- ドイツ
  - ビュージンゲン - 周囲はスイス、ライン川に面する。
- パレスチナガザ地区

ガザ地区

  - ガザ地区 - 周囲はエジプトとイスラエルに囲まれ、ヨルダン川西岸地区から孤立。
- ブルネイ
  - テンブロン地区 - 周囲はマレーシア（サラワク州）。
- マラウイ
  - リコマ県 - マラウイ湖に浮かぶチズムル島とリコマ島から成る。隣接するモザンビークの領海に囲まれている。
- ロシア
  - カリーニングラード州 - 北にリトアニア、南にポーランド（ヴァルミア＝マズールィ県）が隣接する。
  - メドヴェジエ、サニコヴォ - 周囲はベラルーシ。チェルノブイリ原子力発電所事故により現在は無人[3]。

### 過去に飛地だった地域
- アメリカ合衆国
  - ホーコン・トラクト - 1906年にアメリカの企業が独断でリオ・グランデ川の水路を付け替えたため、川を挟んだメキシコの中の飛び地となった。その事を両国は長らく忘れ去っており、事実上のメキシコ領として扱われていたが、1967年にアメリカ領であることが再発見され、1977年に正式にメキシコへ割譲されて解消した。
- アラブ連合共和国
  - シリア - エジプトとシリアが連邦国家を形成したことにより飛地化。シリアの連合脱退により解消。
- イスラエル
  - スコーパス山 - 1948年から1949年まで発生したイスラエル独立戦争（第一次中東戦争）の休戦協定締結の際に、ヘブライ大学などがあったスコーパス山はユダヤ人（イスラエル）のものとなったが、周囲はヨルダン領（ヨルダン川西岸地区）となったため飛び地となった。1967年の第三次中東戦争の時にイスラエル軍はヨルダン川西岸地区を占領下に置いたため事実上解消。
- インド/ バングラデシュダハラ・カグラバリ

ダハラ・カグラバリ

  - インド・バングラデシュ国境の飛地群 - インド・バングラデシュ双方の飛地が複雑かつ大量に交錯する地帯で、両国合わせて224か所の飛び地が存在した。その内24か所が二重飛び地であり、中でもインド領であったダハラ・カグラバリ [注 1] は、「バングラデシュ領内にあるインド領の中のバングラデシュ領の、さらに中にあるインド領」となっていて世界唯一の三重飛地であった。2011年9月から始まったインド、バングラデシュ両政府の協議により2015年5月6日に国境画定協定の合意がなされ、すべての飛び地は解消した[注 2]。
- オマーン
  - グワダル - 現在のパキスタンのバルチスタンにあったカラート藩王国（英語版）のハーンが、1783年に宮廷での内紛により亡命してきたオマーンの王族スルターン・ビン・アフマドをグワダル一帯を領地とするスルタンにしたが、1797年にビン・アフマドがオマーンの国王に即位したため、結果的にグワダルはオマーンの飛地となった。1947年に英領インドからパキスタンが独立した後、1958年に当時オマーンを保護領としていたイギリスの圧力下でオマーンがパキスタンへ売却し解消（関連：植民地#オマーン）。
- クロアチア
  - ドゥブロヴニク＝ネレトヴァ郡の大部分 - 元々は、ユーゴスラビアの構成国のボスニア・ヘルツェゴビナ社会主義共和国におけるクロアチア社会主義共和国の飛地という一国の行政単位上の飛地であったが、ユーゴスラビア解体によりそのまま国家間の飛地になった。2022年にクロアチア主要部と同地域を直接結ぶペリェシャツ橋が開通し、陸続きとなったことにより解消。
- スイス
  - ジュネーヴ - もともと独立国家ジュネーヴ共和国で、16世紀初頭にスイス連邦に加盟するも、周囲はすべてフランス領であり、ながらく連邦の飛び地であった。フランス革命後、ナポレオンの台頭により強引にフランスに併合されるなどの紆余曲折もあったが、1814年のウィーン会議で再びスイス領と認められ、同時にフランスからスイス本土との回廊にあたる部分を割譲され解消。
- 韓国
  - 黄海南道の一部 - 北朝鮮との境界が38度線と定められたことにより、南方に突出した黄海道の甕津（オンジン）半島が飛地化。朝鮮戦争により軍事境界線の北側の北朝鮮領となり、解消。
ただし、韓国、北朝鮮とも公式には朝鮮半島全土を自国領と、また互いに相手を反政府勢力と主張しているため、当事者両国の見解に従うとどちらの立場においても飛び地であったとはいえない。韓国では飛地のことを越境地（ウォルギョンジ、朝鮮語: 월경지）という。
- ドイツ国 /  プロイセン王国東プロイセン

東プロイセン

  - 東プロイセン - ホーエンツォレルン家が治めるブランデンブルク選帝侯領とプロイセン公国（のちの東プロイセン）が、17世紀に段階的に統一国家プロイセン王国となり、飛地化。1772年、第一次ポーランド分割により間のポーランド領がプロイセン領西プロイセンとなり解消するが、第一次世界大戦によりかつての西プロイセンはポーランド回廊としてポーランド領となり、東プロイセンは再び飛地化。第二次世界大戦中はポーランド西部がドイツに併合され、再度解消。第二次世界大戦後、東プロイセンは隣接するポーランドとソビエト連邦に二分して割譲され、国家単位では飛地とはならなかったが、ソビエト連邦領は隣接するリトアニアではなくロシア共和国の一部とされたため、連邦内共和国単位で飛地となった。
ソビエト連邦崩壊によってリトアニアが正式に独立した後は、ロシア連邦の飛地「カリーニングラード州」となり、再び国家単位の飛び地として復活した。
- プロイセン王国
  - ライン地方 - 1866年、普墺戦争により間のハノーファー王国を併合し、解消。
- 西ドイツ
  - 西ベルリン - 西ベルリンは法的には西ドイツの一部ではなかったが、実質的には東ドイツ国内にある西ドイツの飛地だった。東西ドイツの統合により解消。
- パキスタン
  - 東パキスタン - 第三次印パ戦争により、東パキスタンがバングラデシュとして独立して飛地が解消。現在のパキスタンはそれまでの西パキスタン。
- パナマ
  - 1903年以来、アメリカ合衆国がパナマ運河の両側幅5マイル(約8km)ずつを、運河地帯として永久租借していたため、運河を境に国土が東西に分断されていた。1979年の運河地帯返還により、分断状態が解消。
- 南アフリカ共和国
  - ウォルビスベイ - 南アフリカは1990年のナミビア独立後も自国領土として実効支配を行い続けた。ナミビア政府の要求の結果、1994年にナミビアに返還し、解消。

## 行政区画の飛地
以下に挙げる飛地はあくまで代表的な例であり、これ以外の小さな飛地は多数存在する。

### 日本
- 北海道野付郡別海町野付[4]
  - 周囲は標津郡標津町茶志骨。別海町本土側から見ると、対岸の野付半島の先端。
- 山形県寒河江市大字中郷 北緯38度20分52秒 東経140度13分03秒 / 北緯38.34778度 東経140.21750度
  - 周囲は西村山郡大江町大字三郷丙。
- 山形県西村山郡大江町大字左沢 北緯38度22分41秒 東経140度13分22秒 / 北緯38.37806度 東経140.22278度
  - 周囲は寒河江市大字柴橋。
- 茨城県龍ケ崎市馴馬町（女化神社） 北緯35度56分45秒 東経140度10分25秒 / 北緯35.94583度 東経140.17361度
  - 周囲は牛久市女化町。
- 茨城県結城市大字結城（結城ガーデン） 北緯36度19分21秒 東経139度52分56秒 / 北緯36.32250度 東経139.88222度
  - 周囲は栃木県小山市梁。
- 栃木県那須塩原市板室字三斗小屋温泉（三斗小屋温泉） 北緯37度08分17秒 東経139度56分45秒 / 北緯37.13806度 東経139.94583度
  - 周囲は那須郡那須町大字湯本。
- 栃木県佐野市仙波町 北緯36度27分50秒 東経139度36分31秒 / 北緯36.46389度 東経139.60861度
  - 周囲は栃木市鍋山町、同市出流町、鹿沼市下永野。
- 栃木県河内郡上三川町大字梁 北緯36度24分45秒 東経139度51分32秒 / 北緯36.41250度 東経139.85889度
  - 周囲は下野市。
- 栃木県足利市羽刈町 北緯36度16分06秒 東経139度28分38秒 / 北緯36.26833度 東経139.47722度
  - 周囲は群馬県邑楽郡邑楽町大字中野。
- 栃木県栃木市藤岡町下宮 北緯36度12分29秒 東経139度39分56秒 / 北緯36.20806度 東経139.66556度
  - 周囲は群馬県邑楽郡板倉町大字海老瀬、埼玉県加須市小野袋。日本全国で唯一、平地で3県が接する地点にある。
- 群馬県みどり市大間々町大間々の一部 北緯36度24分50秒 東経139度17分11秒 / 北緯36.41389度 東経139.28639度 北緯36度25分03秒 東経139度17分29秒 / 北緯36.41750度 東経139.29139度
  - 周囲は桐生市相生町。
- 埼玉県行田市大字小敷田 北緯36度09分06秒 東経139度25分18秒 / 北緯36.15167度 東経139.42167度
  - 周囲は熊谷市池上、上之。約1キロメートル四方の範囲に狭い飛地が20箇所程度点在している。
- 埼玉県深谷市横瀬 北緯36度14分40秒 東経139度15分46秒 / 北緯36.24444度 東経139.26278度
  - 周囲は群馬県伊勢崎市境平塚、境島村。
- 埼玉県熊谷市妻沼小島 北緯36度15分 東経139度21分 / 北緯36.250度 東経139.350度
  - 周囲は群馬県太田市（東方は古戸町、北方は牛沢町、西方は堀口町、押切町。南側の利根川で熊谷市中心部方面と分断されており、太田市を経由しないと渡れない）。
- 埼玉県上尾市大字平方 北緯35度56分19秒 東経139度32分24秒 / 北緯35.93861度 東経139.54000度
  - 周囲は川越市大字東本宿、下老袋。
- 埼玉県久喜市菖蒲町柴山枝郷 北緯36度02分16秒 東経139度36分23秒 / 北緯36.03778度 東経139.60639度
  - 周囲は白岡市柴山。
- 埼玉県さいたま市西区大字内野本郷、大字指扇、大字指扇領辻、大字指扇領別所、大字清河寺、大字高木、大字宝来、大字中釘、大字西新井、大字峰岸の各々一部 北緯35度56分06秒 東経139度32分39秒 / 北緯35.93500度 東経139.54417度
  - 周囲は上尾市大字平方、川越市大字古谷上。
- 埼玉県さいたま市岩槻区大字笹久保新田 北緯35度54分45秒 東経139度42分19秒 / 北緯35.91250度 東経139.70528度
  - 周囲は同市緑区大字高畑、大字上野田。
- 埼玉県東松山市大字田木 北緯35度59分04秒 東経139度24分21秒 / 北緯35.98444度 東経139.40583度
  - 周囲は坂戸市大字片柳。
- 埼玉県比企郡吉見町大字中曽根 北緯36度04分52秒 東経139度25分50秒 / 北緯36.08111度 東経139.43056度
  - 周囲は熊谷市小八林、箕輪、冑山。
- 千葉県我孫子市根戸の一部 北緯35度53分00秒 東経139度59分45秒 / 北緯35.88333度 東経139.99583度
  - 周囲は柏市根戸、布施。
- 千葉県柏市藤ケ谷の一部 北緯35度46分54秒 東経140度00分54秒 / 北緯35.78167度 東経140.01500度
  - 周辺は鎌ケ谷市。
- 千葉県船橋市丸山 北緯35度44分54秒 東経139度59分34秒 / 北緯35.74833度 東経139.99278度、藤原の一部 北緯35度45分09秒 東経139度58分48秒 / 北緯35.75250度 東経139.98000度
  - 周囲は鎌ケ谷市。
- 千葉県船橋市潮見町 北緯35度40分33秒 東経139度58分14秒 / 北緯35.67583度 東経139.97056度
  - 船橋市に属する埋立地。隣接する市川市を経由しなければこの場所へ行けない。
- 千葉県香取郡多古町一鍬田の一部 北緯35度47分40秒 東経140度24分31秒 / 北緯35.79444度 東経140.40861度
  - 周辺は成田市。
- 東京都練馬区西大泉町 北緯35度45分48秒 東経139度34分01秒 / 北緯35.76333度 東経139.56694度
  - 周囲は埼玉県新座市片山。飛地である西大泉町1179番地には15世帯 人口33人が住んでいる（2023年現在）。詳細は西大泉町の記事を参照。
- 東京都府中市新町2丁目の一部 北緯35度41分15秒 東経139度29分50秒 / 北緯35.68750度 東経139.49722度
  - 新町2丁目77番地の1の東京自治会館本館部分が府中市の飛び地となっており、周囲は小金井市前原町5丁目・貫井南町1丁目となっている。
- 東京都稲城市矢野口（よみうりランド敷地内） 北緯35度37分47秒 東経139度31分04秒 / 北緯35.62972度 東経139.51778度
  - 周囲は神奈川県川崎市多摩区菅仙谷。
- 東京都西多摩郡瑞穂町大字殿ヶ谷（横田基地） 北緯35度44分43秒 東経139度21分27秒 / 北緯35.74528度 東経139.35750度
  - 周囲は武蔵村山市大字岸。
- 神奈川県川崎市麻生区岡上 北緯35度34分40秒 東経139度28分50秒 / 北緯35.57778度 東経139.48056度
  - 周囲は横浜市青葉区、東京都町田市（なお、麻生区および、麻生区が所属している川崎市としては飛地であるものの、川崎市が所属している神奈川県としては横浜市を通じて地続きになっており、飛地になっていない。）
- 神奈川県鎌倉市津 北緯35度18分41秒 東経139度29分20秒 / 北緯35.31139度 東経139.48889度
  - 周囲は藤沢市片瀬3丁目。龍口明神社の所有地。（なお、津と隣接する鎌倉市腰越とは互いにモザイク状の飛地を持っている。）
- 神奈川県藤沢市下土棚の一部北緯35度24分29秒 東経139度26分49.4秒 / 北緯35.40806度 東経139.447056度
  - 周囲は綾瀬市上土棚南5丁目。
- 新潟県見附市佐野町 北緯37度27分44秒 東経138度57分06秒 / 北緯37.46222度 東経138.95167度
  - 周囲は長岡市。なお、すでに廃村となっており、域内には山林が広がるのみで住民はいない。
- 新潟県刈羽郡刈羽村大字油田、黒川 北緯37度25分 東経138度42分 / 北緯37.417度 東経138.700度
  - 周囲は柏崎市、長岡市。これは1956年の刈羽郡旧中通村の分裂編入（刈羽村・柏崎市・北条村へ分裂)により刈羽村編入地域が飛地になったことによる（こちらも参照）。なお現在の刈羽村の村域はこの大字2つを除いて柏崎市に囲まれている。
- 富山県中新川郡上市町黒川 北緯36度43分20秒 東経137度23分20秒 / 北緯36.72222度 東経137.38889度
  - 周囲は滑川市小森、本江。
- 富山県南砺市岩武新 北緯36度37分31秒 東経136度54分21秒 / 北緯36.62528度 東経136.90583度
  - 周囲は砺波市鷹栖、小矢部市水島、清水。
- 福井県三方郡美浜町久々子 北緯35度35分31秒 東経135度53分52秒 / 北緯35.59194度 東経135.89778度
  - 周囲は三方上中郡若狭町気山。
- 山梨県富士吉田市新倉 北緯35度29分26秒 東経138度46分35秒 / 北緯35.49056度 東経138.77639度
  - 周囲は南都留郡富士河口湖町船津。付近に狭い飛地が数カ所存在する。更に新倉の飛地内に船津の二重飛地も存在する。
- 山梨県南都留郡富士河口湖町勝山 北緯35度24分01秒 東経138度45分20秒 / 北緯35.40028度 東経138.75556度
  - 周囲は富士吉田市上吉田。富士山吉田口登山道の二合目付近で、冨士御室浅間神社がある。
- 山梨県南巨摩郡身延町身延 北緯35度22分40秒 東経138度21分17秒 / 北緯35.37778度 東経138.35472度
  - 周囲は南巨摩郡早川町雨畑、高住、赤沢。七面山の山頂付近にある。
- 長野県上伊那郡辰野町大字小野（矢彦神社） 北緯36度03分16秒 東経137度58分08秒 / 北緯36.05444度 東経137.96889度
  - 周囲は塩尻市大字北小野。
- 長野県上伊那郡南箕輪村北沢 北緯35度54分 東経137度52分 / 北緯35.900度 東経137.867度
  - 周囲は伊那市、塩尻市、上伊那郡箕輪町、上伊那郡辰野町。
- 長野県佐久市平林 北緯36度09分38秒 東経138度29分29秒 / 北緯36.16056度 東経138.49139度
  - 周囲は南佐久郡佐久穂町。旧臼田町から旧佐久町への町域編入の是非を地区単位の住民投票で決めたため、残留に決した地区が飛地となった。
- 岐阜県美濃加茂市牧野、岐阜県加茂郡八百津町上牧野 北緯35度26分50秒 東経137度04分50秒 / 北緯35.44722度 東経137.08056度
  - 双方の飛び地が存在し、境界線も複雑に入り乱れている。和知村の項目も参照。
- 岐阜県羽島市桑原町西小薮 北緯35度15分24.409秒 東経136度39分42.63秒 / 北緯35.25678028度 東経136.6618417度
  - 元々は桑原輪中内にあったが、木曽三川分流工事に伴って長良川の流路を変更するために開削され、一部地区が長良川の対岸となった[5]。飛地地区は海津市に囲まれており、羽島市内には橋もないため、市内の他地区との往来には海津市経由が必須。なお、近隣に南濃大橋があるため行き来は容易である。
- 愛知県愛西市立田町福原
  - 立田輪中と陸続きの福原輪中であったが、木曽三川分流工事に伴う開削で間に新木曽川が通され、木曽川・長良川の背割堤となった旧立田輪中堤防とともに木曽川の対岸となった[5]。
- 三重県伊勢市小俣町明野 北緯34度31分17秒 東経136度38分55秒 / 北緯34.52139度 東経136.64861度
  - 周囲は多気郡明和町明星・新茶屋、度会郡玉城町世古。
- 三重県伊勢市小俣町新村 北緯34度30分57秒 東経136度38分54秒 / 北緯34.51583度 東経136.64833度
  - 周囲は多気郡明和町明星、度会郡玉城町世古（後者は飛地部分への隣接ではない）。
- 三重県伊勢市上地町 北緯34度29分01秒 東経136度39分09秒 / 北緯34.48361度 東経136.65250度
  - 周囲は度会郡玉城町富岡。
- 三重県度会郡玉城町長更 北緯34度31分12秒 東経136度39分25秒 / 北緯34.52000度 東経136.65694度
  - 周囲は伊勢市小俣町新村・小俣町明野。大仏山公園スポーツセンターの一角。
- 三重県尾鷲市須賀利町 北緯34度06分 東経136度17分 / 北緯34.100度 東経136.283度
  - 周囲は北牟婁郡紀北町。尾鷲市本土側から見ると対岸の半島の先端部分。
- 三重県伊賀市槙山 北緯34度52分20秒 東経136度07分23秒 / 北緯34.87222度 東経136.12306度
  - 周囲は滋賀県甲賀市信楽町神山。
- 京都府久世郡久御山町佐古（三郷山財産区） 北緯34度51分42秒 東経135度49分49秒 / 北緯34.86167度 東経135.83028度
  - 周囲は宇治市、綴喜郡宇治田原町、城陽市。
- 京都府久世郡久御山町市田東観世 北緯34度53分30秒 東経135度45分48秒 / 北緯34.89167度 東経135.76333度
  - 周囲は宇治市小倉町西遊田、安田町五反坪・鵜飼田。巨椋池干拓田の中。
- 京都府八幡市八幡長町 北緯34度53分37秒 東経135度43分06秒 / 北緯34.89361度 東経135.71833度、八幡樋ノ口 北緯34度53分16秒 東経135度43分16秒 / 北緯34.88778度 東経135.72111度、川口高原 北緯34度52分55秒 東経135度43分49秒 / 北緯34.88194度 東経135.73028度
  - 周囲は京都市伏見区、久世郡久御山町。明治初期の河川改修で木津川が付け替えられ、旧河道のうち現八幡市域在住者の所有となった部分。
- 京都府綴喜郡井手町大字田村新田小字平ケ谷 北緯34度47分52秒 東経135度51分18秒 / 北緯34.79778度 東経135.85500度
  - 周囲は木津川市山城町綺田。
- 京都府相楽郡笠置町笠置 北緯34度45分23秒 東経135度54分27秒 / 北緯34.75639度 東経135.90750度
  - 周囲は木津川市加茂町山田、北。
- 大阪府池田市空港（大阪国際空港のターミナル近辺など）[注 3] 北緯34度47分28秒 東経135度26分29秒 / 北緯34.79111度 東経135.44139度
  - 周囲は豊中市蛍池西町3と兵庫県伊丹市小阪田。合計6か所に及び、府県境に接しているなど複雑な飛地である。
- 大阪府摂津市大字別府 北緯34度45分21秒 東経135度33分15秒 / 北緯34.75583度 東経135.55417度
  - 周囲は大阪市東淀川区南江口3（大阪広域環境施設組合東淀工場の近辺）
- 大阪府摂津市鳥飼上1丁目1-15（大阪府立摂津支援学校／とりかい高等支援学校の校舎部分） 北緯34度47分06秒 東経135度36分00秒 / 北緯34.78500度 東経135.60000度
  - 周囲は高槻市柱本南町。摂津支援学校／とりかい高等支援学校及び旧鳥飼高校では敷地の大半が高槻市にあり、校舎部分のみ摂津市となっており、登記上も摂津市となっている。
- 大阪府茨木市大字小坪井（名神高速道路・中国自動車道・近畿自動車道吹田JCT/IC、大阪府道2号大阪中央環状線の一部） 北緯34度48分24秒 東経135度32分44秒 / 北緯34.80667度 東経135.54556度
  - 周囲は大阪府吹田市青葉丘北、青葉丘南、清水。
- 大阪府茨木市大字蔵垣内487番1（蔵垣内共同墓地） 北緯34度47分52秒 東経135度32分57秒 / 北緯34.79778度 東経135.54917度
  - 周囲は吹田市千里丘上
- 大阪府豊中市石橋麻田町 北緯34度48分37秒 東経135度26分53秒 / 北緯34.81028度 東経135.44806度
  - 周囲は池田市石橋、箕面市瀬川
- 大阪府豊中市蛍池西町3（大阪国際空港の駐機場近辺）[注 3] 北緯34度47分23秒 東経135度26分30秒 / 北緯34.78972度 東経135.44167度
  - 周囲は池田市空港。隣接する池田市空港も飛地であり、豊中市の飛地は「飛地に囲まれた飛地」の二重飛地である。
- 大阪府豊中市利倉西 北緯34度45分43秒 東経135度27分11秒 / 北緯34.76194度 東経135.45306度
  - 周囲は兵庫県尼崎市。猪名川を介して豊中市と接しているが、元々は現在の猪名川の流路がS字状に流れて大阪府と兵庫県の府県境になっていたものが現在の直線的な流路になった際に府県境は旧猪名川の流路そのままのため利倉西のみ尼崎市内に飛地状になっている。
- 大阪府堺市西区築港浜寺西町 北緯34度32分54秒 東経135度24分38秒 / 北緯34.54833度 東経135.41056度
  - 堺市に属する埋立地。隣接する高石市を経由しなければこの場所へ行けない。
- 大阪府高石市南高砂 北緯34度31分44秒 東経135度23分52秒 / 北緯34.52889度 東経135.39778度
  - 高石市に属する埋立地。隣接する泉大津市を経由しなければこの場所へ行けない。
- 大阪府泉大津市綾井、千原町および大字名不明の各所（国道26号西、堺泉北道路高架下、雇用葛葉住宅内の数箇所） 北緯34度30分50秒 東経135度26分09秒 / 北緯34.51389度 東経135.43583度
  - 周囲は和泉市葛の葉町、高石市西取石[6]。
- 大阪府貝塚市と泉南郡熊取町 北緯34度24分30秒 東経135度22分23秒 / 北緯34.40833度 東経135.37306度
  - 互いに、複数の飛地が存在する。
- 大阪府泉佐野市泉州空港北[注 4] 北緯34度26分30秒 東経135度14分54秒 / 北緯34.44167度 東経135.24833度
  - 関西国際空港の一期島と二期島内の泉佐野市域に属する部分。泉佐野市内から関西国際空港連絡橋を渡って一期島へ行くことは可能だが、一期島と二期島との間は泉佐野市内では陸続きになっておらず、田尻町内の架橋部分を通らないと、行き来できない。関西国際空港の将来の拡張計画では、泉佐野市の区域にも2つの島の間の架橋する予定であり、この飛地は解消される予定である[注 5]。
- 大阪府泉南郡田尻町泉州空港中[注 4] 北緯34度25分59秒 東経135度14分09秒 / 北緯34.43306度 東経135.23583度
  - 関西国際空港の内の田尻町域に属する部分。町内から直接この場所へ行けず、泉佐野市内の関西国際空港連絡橋を渡る必要がある。
- 大阪府泉南市泉州空港南[注 4] 北緯34度25分46秒 東経135度13分33秒 / 北緯34.42944度 東経135.22583度
  - 関西国際空港の内の泉南市域に属する部分。市内から直接この場所へ行けず、泉佐野市内の関西国際空港連絡橋を渡り、さらに田尻町の飛地を経由する必要がある。そればかりか、この場所は全域が国際貨物ターミナルなどがある制限区域のため、一般人は足を踏み入れることすらできない。
- 兵庫県伊丹市小阪田（大阪空港駅近辺）[注 3] 北緯34度47分29秒 東経135度26分29秒 / 北緯34.79139度 東経135.44139度
  - 周囲は大阪府池田市空港と大阪府豊中市蛍池西町3。隣接する豊中市蛍池西町3は池田市に囲まれた飛地である。府県にまたがる飛地である。
- 兵庫県尼崎市田能六丁目
  - 周囲は伊丹市。猪名川を介して尼崎市と接しているが田能六丁目へ向かう猪名川橋は橋上の一部に伊丹市の部分がある。 北緯34度46分11.5秒 東経135度26分25.8秒 / 北緯34.769861度 東経135.440500度
- 兵庫県川西市満願寺町（満願寺）[注 3] 北緯34度50分13秒 東経135度23分35秒 / 北緯34.83694度 東経135.39306度
  - 周囲は宝塚市。
- 奈良県北葛城郡河合町大字佐味田 北緯34度33分39秒 東経135度44分24秒 / 北緯34.56083度 東経135.74000度
  - 周囲は広陵町大字寺戸。
- 和歌山県東牟婁郡北山村（全域） 北緯33度55分56秒 東経135度58分09秒 / 北緯33.93222度 東経135.96917度
  - 周囲は三重県熊野市、奈良県吉野郡下北山村、十津川村。北山村は日本で唯一の市町村単位で都道府県を跨ぐ飛地。
- 和歌山県新宮市熊野川町玉置口、熊野川町嶋津 北緯33度53分 東経135度53分 / 北緯33.883度 東経135.883度
  - 周囲は三重県熊野市、奈良県吉野郡十津川村。北山村と同じく都道府県を跨ぐ飛地。
- 和歌山県東牟婁郡太地町大字太地字夏山 北緯33度36分50秒 東経135度56分00秒 / 北緯33.61389度 東経135.93333度
  - 周囲は東牟婁郡那智勝浦町。
- 和歌山県橋本市高野口町名倉（一部） 北緯34度17分03秒 東経135度33分06秒 / 北緯34.28417度 東経135.55167度
  - 周囲は伊都郡九度山町。
- 広島県広島市安芸区矢野 北緯34度20分19秒 東経132度32分25秒 / 北緯34.33861度 東経132.54028度
  - 周囲は呉市と安芸郡海田町、熊野町、坂町。日本で一番人口の多い飛び地。当該地区の人口は約32,000人。
- 広島県尾道市浦崎町 北緯34度24分 東経133度16分 / 北緯34.400度 東経133.267度
  - 周囲は福山市。
- 広島県大竹市栗谷町奥谷尻 北緯34度18分01秒 東経132度11分28秒 / 北緯34.30028度 東経132.19111度
  - 周囲は廿日市市大野奴メリ谷。
- 福岡県北九州市小倉南区空港北町および町又は字不明区域 北緯33度50分37秒 東経131度01分58秒 / 北緯33.84361度 東経131.03278度
  - 北九州空港の内の北九州市域に属する部分。市内から直接この場所へ行けない。
- 熊本県荒尾市本井手 北緯33度00分21秒 東経130度26分51秒 / 北緯33.00583度 東経130.44750度
  - 周囲は福岡県大牟田市藤田町・沖田町・桜町。江戸時代に、当時の三池藩が灌漑用水を融通してもらった見返りに肥後藩に提供したもの。周囲を大牟田市神田町に囲まれた別の飛地もある。
- 熊本県荒尾市上井手 北緯33度00分21秒 東経130度26分15秒 / 北緯33.00583度 東経130.43750度
  - 周囲は福岡県大牟田市船津町。背景は本井手の飛地と同じ。
- 鹿児島県阿久根市鶴川内 北緯32度01分58秒 東経130度15分31秒 / 北緯32.03278度 東経130.25861度
  - 周囲は出水市野田町上名。
- 鹿児島県志布志市有明町野神（大隅カントリークラブ）など 北緯31度31分03秒 東経130度57分41秒 / 北緯31.51750度 東経130.96139度
  - 周囲は大崎町野方。「飛地」という名称のバス停がある。
- 鹿児島県曽於郡大崎町井俣 北緯31度28分20秒 東経130度59分22秒 / 北緯31.47222度 東経130.98944度
  - 周囲は志布志市有明町原田、野神。

#### 区画上は飛び地ではないものの、実質的な飛び地
- 埼玉県久喜市樋の口 北緯36度02分01秒 東経139度38分48秒 / 北緯36.03361度 東経139.64667度
  - 周囲は白岡市篠津。
- 東京都西多摩郡瑞穂町大字二本木 北緯35度47分38秒 東経139度21分26秒 / 北緯35.79389度 東経139.35722度
  - 周囲は埼玉県入間市大字二本木。元狭山村を分割した名残。
- 神奈川県小田原市曽比 北緯35度19分04秒 東経139度07分46秒 / 北緯35.31778度 東経139.12944度
  - 周囲は南足柄市。
- 愛知県名古屋市守山区本地が丘[注 6]
  - いわゆる「本地住宅」と呼ばれる地域であり、周囲は尾張旭市だが、そこを通り抜ける形で名古屋市営バスが乗り入れている。バスロータリーがあるが、ロータリーへと繋がる道は尾張旭市となる。2018年頃から尾張旭市のコミュニティバスも乗り入れている。
- 三重県名張市葛尾 北緯34度39分08秒 東経136度03分40秒 / 北緯34.65222度 東経136.06111度
  - 周囲のほとんどを奈良県山辺郡山添村に囲まれており、山添村葛尾などを経由しないと名張市のほかの地域とは直接行き来ができない。名張毒ぶどう酒事件の舞台となった地区である。
- 京都府京都市山科区四ノ宮小金塚 北緯35度00分05秒 東経135度50分03秒 / 北緯35.00139度 東経135.83417度
  - 滋賀県大津市藤尾奥町を経由しなければ京都市のほかの地域とは直接行き来できない。
- 奈良県吉野郡十津川村竹筒 北緯33度52分36秒 東経135度52分04秒 / 北緯33.87667度 東経135.86778度
  - 周囲のほとんどを和歌山県新宮市に囲まれており、十津川村のほかの地域とは直接行き来ができない。
- 大阪府四條畷市雁屋西町[注 7]
  - 周囲は寝屋川市河北中町。

#### 市町村合併（平成の大合併）による飛地事例
いずれも非隣接自治体同士が合併したための飛地である。

##### 既合併・既編入
- 北海道釧路市（2005年10月11日新設合併。釧路市、阿寒町、音別町） 北緯42度59分 東経143度51分 / 北緯42.983度 東経143.850度
  - 音別地区が飛地。白糠町を挟む。
- 北海道伊達市（2006年3月1日編入合併。伊達市、大滝村） 北緯42度42分 東経141度06分 / 北緯42.700度 東経141.100度
  - 大滝地区が飛地。壮瞥町を挟む。
- 北海道沙流郡日高町（2006年3月1日新設合併。門別町、日高町） 北緯42度52分 東経142度36分 / 北緯42.867度 東経142.600度
  - 旧・日高町地区が飛地。合併前の門別町役場が新しい日高町役場になったため。平取町を挟む。
- 青森県北津軽郡中泊町（2005年3月28日新設合併。中里町、小泊村） 北緯41度09分 東経140度20分 / 北緯41.150度 東経140.333度
  - 小泊地区が飛地。五所川原市市浦地区を挟む。
- 青森県五所川原市（2005年3月28日新設合併。旧・五所川原市、金木町、市浦村） 北緯41度04分 東経140度22分 / 北緯41.067度 東経140.367度
  - 市浦地区が飛地。中泊町中里地区を挟む。
- 青森県東津軽郡外ヶ浜町（2005年3月28日新設合併。蟹田町、平舘村、三厩村） 北緯41度11分 東経140度24分 / 北緯41.183度 東経140.400度
  - 三厩地区が飛地。今別町を挟む。
- 群馬県高崎市（2006年1月23日編入合併。高崎市、倉渕村、箕郷町、群馬町、新町：後に榛名町も編入） 北緯36度16分30秒 東経139度06分44秒 / 北緯36.27500度 東経139.11222度
  - 新町地区が飛地。藤岡市を挟む。
- 群馬県桐生市（2005年6月13日編入合併。桐生市、新里村、黒保根村） 北緯36度30分 東経139度14分 / 北緯36.500度 東経139.233度
  - 新里地区・黒保根地区が飛地。みどり市を挟む。
- 新潟県長岡市（2010年3月31日編入合併。長岡市、川口町） 北緯37度16分 東経138度52分 / 北緯37.267度 東経138.867度
  - 川口地区が飛地。小千谷市を挟む。
- 岐阜県可児市（2005年5月1日編入合併。可児市、兼山町） 北緯35度27分22秒 東経137度05分55秒 / 北緯35.45611度 東経137.09861度
  - 兼山地区が飛地。御嵩町を挟む。
- 岐阜県大垣市（2006年3月27日編入合併。大垣市、上石津町、墨俣町） 北緯35度17分 東経136度28分 / 北緯35.283度 東経136.467度 北緯35度21分30秒 東経136度40分53秒 / 北緯35.35833度 東経136.68139度
  - 上石津地区、墨俣地区が別々の飛地。前者は養老町、後者は安八町を挟む。
- 徳島県三好市（2006年3月1日新設合併。三野町、池田町、山城町、井川町、東祖谷山村、西祖谷山村） 北緯34度04分 東経133度57分 / 北緯34.067度 東経133.950度
  - 三野地区が飛地。東みよし町を挟む。
- 鹿児島県奄美市（2006年3月20日新設合併。名瀬市、笠利町、住用村） 北緯28度27分 東経129度41分 / 北緯28.450度 東経129.683度
  - 笠利地区が飛地。龍郷町を挟む。

##### 区画上は飛び地ではないが、実質的な飛び地
- 青森県平川市（2006年1月1日新設合併。尾上町、平賀町、碇ヶ関村） 北緯40度28分 東経140度38分 / 北緯40.467度 東経140.633度
  - 碇ヶ関地区は平賀地区と隣接しているものの、山地により隔てられており、大鰐町および弘前市、または黒石市を経由しないと行き来ができない。
- 群馬県みどり市（2006年3月27日新設合併。勢多郡東村、笠懸町、大間々町） 北緯36度33分 東経139度22分 / 北緯36.550度 東経139.367度
  - 東地区は大間々地区と隣接しているものの、山地により隔てられており、桐生市黒保根地区を経由しないと行き来ができない。
- 新潟県上越市（2005年1月1日編入合併。上越市、中郷村、柿崎町、大潟町、頚城村、吉川町、板倉町、清里村、三和村、名立町、安塚町、浦川原村、大島村、牧村） 北緯36度58分 東経138度12分 / 北緯36.967度 東経138.200度
  - 市内中郷区（旧・中郷村）が、実際には妙高市を一旦通らないと市の中心部（高田）に行けない。地形は市内名立区（旧・名立町）とつながっているが、山間部である。
- 長野県飯田市（2005年10月1日編入合併。飯田市、上村、南信濃村） 北緯35度23分 東経137度58分 / 北緯35.383度 東経137.967度
  - 上村地区・南信濃地区はほかの地区と隣接しているものの、山地により隔てられており、喬木村を経由しないと行き来ができない。
- 和歌山県伊都郡かつらぎ町（2005年10月1日編入合併。かつらぎ町、花園村） 北緯34度08分 東経135度33分 / 北緯34.133度 東経135.550度
  - 旧かつらぎ町と旧花園村は隣接しているものの、山地により隔てられており、高野町か海草郡紀美野町を経由しないと相互に行き来ができない。
- 山口県萩市（2005年3月6日新設合併。萩市、須佐町、田万川町、川上村、旭村、むつみ村、福栄村） 北緯34度37分 東経131度38分 / 北緯34.617度 東経131.633度
  - 須佐地区とむつみ地区は隣接しているものの、山地により隔てられており、須佐・田万川両地区から阿武町を経由しないとほかの地区と相互に行き来ができない。

#### 合併によるその他の飛地
- 北海道檜山振興局管轄区域 北緯42度26分 東経139度57分 / 北緯42.433度 東経139.950度
  - かつて檜山支庁に属していた熊石町が、渡島支庁八雲町と2005年10月1日に合併して離脱。これに伴い、檜山支庁の管轄区域は2つに分断（離島を除く）された。組織変更により檜山支庁管轄域はそのまま檜山振興局に引き継がれている。

#### 合併以外の事情により発生した飛地
- 茨城県取手市小堀（おおほり）及び取手の一部 北緯35度52分52秒 東経140度04分27秒 / 北緯35.88111度 東経140.07417度
  - 周囲は千葉県我孫子市と利根川。利根川の河川改修の結果、小堀地区と取手市本体が分断された。この間に橋はなく、小堀の渡しや、我孫子市を通過するコミュニティバスが両岸を結んでいる。
- 埼玉県八潮市大字浮塚、大曽根の各一部 北緯35度47分39秒 東経139度49分32秒 / 北緯35.79417度 東経139.82556度
  - 綾瀬川の改修により分断され飛び地となっており、東京都足立区南花畑三丁目を経由しなければ、市内からこの場所へは行けない。
- 三重県桑名市長島町老松 北緯35度02分25秒 東経136度45分03秒 / 北緯35.04028度 東経136.75083度
  - 木曽岬干拓地の完成に際し一部区域を長島町に割り当てたために飛地発生。
- 愛媛県今治市の岡村島 北緯34度11分15秒 東経132度52分45秒 / 北緯34.18750度 東経132.87917度
  - 架橋により広島県呉市と陸続きになった。夜間や荒天時は広島県を経由し、実に17本もの海上架橋を通過して愛媛県に入る必要がある。近接する今治市の大三島（四国への架橋あり）への架橋構想もあるが、実現のめどは立っていない。
- 福岡県久留米市城島町浮島地区の一部 北緯33度15分13秒 東経130度23分45秒 / 北緯33.25361度 東経130.39583度、下田地区の一部 北緯33度16分39秒 東経130度25分57秒 / 北緯33.27750度 東経130.43250度
  - 筑後川の流路変更によるもの。当該箇所に橋がないため、佐賀県経由となる。
- 佐賀県三養基郡みやき町坂口地区の一部 北緯33度16分08秒 東経130度26分43秒 / 北緯33.26889度 東経130.44528度、天建寺地区の一部 北緯33度17分17秒 東経130度27分42秒 / 北緯33.28806度 東経130.46167度
  - 上記と同様、筑後川の流路変更に伴うものであり、福岡県経由になる。
- 長崎県松浦市の福島 北緯33度23分 東経129度50分 / 北緯33.383度 東経129.833度
  - 架橋により佐賀県伊万里市と陸続きになった。長崎県側の港までフェリーは運航していないため、車は佐賀県経由になる。
- 長崎県松浦市の鷹島 北緯33度26分 東経129度45分 / 北緯33.433度 東経129.750度
  - 架橋により佐賀県唐津市と陸続きになった。車でフェリーを用いない場合は佐賀県経由となる。
- 沖縄県国頭郡今帰仁村の古宇利島 北緯26度42分 東経128度01分 / 北緯26.700度 東経128.017度
  - 架橋により名護市の屋我地島と陸続きになった。橋の開通前は、村の中心部付近の港までフェリーが運航していた。

#### 過去に飛地だった地域
- 大阪府貝塚市清児新町（地図）[要検証 – ノート]
  - 周囲は岸和田市尾生町、真上町、土生滝町、下松町。2007年1月1日、岸和田市尾生町に編入。

##### 合併により解消された飛地
- 青森県むつ市宇曽利湖、恐山菩提寺周辺 北緯41度19分45秒 東経141度05分21秒 / 北緯41.32917度 東経141.08917度
  - 周囲は、下北郡大畑町。2005年3月14日の合併（大畑町・川内町・脇野沢村のむつ市編入）により解消。
- 青森県弘前市大字国吉他（旧・東目屋村）（地図）[要検証 – ノート]
  - 周囲は中津軽郡岩木町、相馬村、西目屋村。2006年2月27日の合併（新・弘前市誕生）により解消。
- 福島県福島市立子山 北緯37度40分11秒 東経140度31分21秒 / 北緯37.66972度 東経140.52250度
  - 周囲は伊達郡飯野町大字青木、大字明治。2008年7月1日の合併（飯野町の福島市編入）により解消。
- 群馬県高崎市倉渕地区（旧・倉渕村） 北緯36度26分 東経138度46分 / 北緯36.433度 東経138.767度
  - 2006年1月23日の高崎市編入により飛地となったが、同年10月1日の合併（榛名町の高崎市編入）により解消。
- 埼玉県川口市新郷地区（旧・新郷村） 北緯35度49分25秒 東経139度46分02秒 / 北緯35.82361度 東経139.76722度
  - 飛地状態解消直前時点での周囲は北足立郡鳩ヶ谷町・草加町・安行村・東京都足立区。1950年11月1日、旧鳩ヶ谷町地区の分離により飛地となった。その後1956年4月1日に、安行村の川口市への編入により解消。
- 埼玉県上福岡市南台 北緯35度51分52秒 東経139度30分40秒 / 北緯35.86444度 東経139.51111度
  - 周囲は入間郡大井町鶴ケ舞、東久保。2005年10月1日の合併（ふじみ野市誕生）により解消。
- 神奈川県相模原市、旧相模湖町・津久井町地区 北緯35度34分 東経139度13分 / 北緯35.567度 東経139.217度
  - 2006年3月20日の相模原市編入により飛地となったが、2007年3月11日の合併（城山町の相模原市編入）により解消。本体よりも大きいという珍しい飛地だった。
- 神奈川県小田原市前川（西半部）
  - かつては足柄下郡橘町前川の一部でありながら小田原市に囲まれた飛地であったが、同町の小田原市への編入により解消。
- 新潟県新潟市岩室地区（旧・西蒲原郡岩室村） 北緯37度43分 東経138度52分 / 北緯37.717度 東経138.867度
  - 周囲は西蒲原郡巻町、吉田町、弥彦村、三島郡寺泊町。2005年3月21日の新潟市編入により飛地となったが、同年10月10日の合併（巻町の新潟市編入）により解消。
- 新潟県北蒲原郡水原町堀越・里の一部（陸上自衛隊大日原演習場周辺） 北緯37度46分45秒 東経139度18分37秒 / 北緯37.77917度 東経139.31028度
  - 周囲は北蒲原郡笹神村、安田町、東蒲原郡三川村。2004年4月1日の合併（阿賀野市誕生）により解消。
- 新潟県北蒲原郡豊栄町岡方地区（旧・岡方村）
  - 周囲は新潟市、北蒲原郡長浦村、京ヶ瀬村、中蒲原郡横越村。1959年7月22日の合併（長浦村の豊栄町編入）により解消。豊栄市を経て現在は新潟市北区。
- 福井県丹生郡朝日町大谷寺（越知神社室堂・奥の院周辺） 北緯35度59分39秒 東経136度01分37秒 / 北緯35.99417度 東経136.02694度
  - 周囲は福井市尼ヶ谷町、丹生郡織田町茗荷・笈松（現・越前町）。2005年2月1日の合併（新・越前町誕生）により解消。
- 長野県飯田市座光寺 北緯35度32分 東経137度51分 / 北緯35.533度 東経137.850度
  - 周囲は下伊那郡上郷町、高森町。1993年7月1日の合併（上郷町の飯田市編入）により解消。
- 静岡県静岡市清水区蒲原 北緯35度07分 東経138度37分 / 北緯35.117度 東経138.617度
  - 2006年3月31日の合併（蒲原町の静岡市編入）により飛地となったが、2008年11月1日の合併（由比町の静岡市編入）により解消。
- 静岡県浜松市篠原町（一部） 北緯34度41分35秒 東経137度37分03秒 / 北緯34.69306度 東経137.61750度
  - 周囲は浜名郡舞阪町・雄踏町。2005年7月1日の合併（舞阪町・雄踏町の浜松市編入）により解消。
- 三重県桑名郡長島町の一部（長良川・揖斐川の背割堤部分）
  - 木曽三川分流工事に伴い、長良川の新河道が通されたため飛地化。背割堤の長島町部分には（通過のみの東名阪道揖斐長良川橋を除けば）橋はなく、北端で岐阜県海津町と、南端で三重県桑名市と接していた。2004年12月6日の合併（新・桑名市の誕生）により解消。
- 三重県一志郡三雲町米ノ庄地区 北緯34度36分01秒 東経136度30分32秒 / 北緯34.60028度 東経136.50889度
  - 周囲は松阪市、一志郡嬉野町。2005年1月1日の合併（新・松阪市誕生）により解消。
- 滋賀県東浅井郡湖北町延勝寺の一部及び伊香郡高月町片山の一部 北緯35度27分 東経136度09分 / 北緯35.450度 東経136.150度
  - 琵琶湖対岸の伊香郡西浅井町の半島東岸。2010年1月1日に3町とも長浜市に編入され、解消。明治11年まで西浅井町（旧塩津村、永原村）は浅井郡の所属であり、伊香郡を間に挟んで飛び地になっていた。
- 奈良県桜井市上之郷地区（旧・上之郷村）
  - 周囲は天理市、磯城郡大三輪町、初瀬町、山辺郡都祁村、宇陀郡榛原町。1959年2月23日の合併（初瀬町の桜井市編入）により解消。
- 兵庫県神戸市生田区港島、港島中町（ポートアイランド第1期）
  - 葺合区の対岸で埋め立てが行われたが、生田区に編入された。1980年12月1日に両区が合併し中央区が成立したことで解消。
- 兵庫県津名郡淡路町浦、仮屋、久留麻、釜口[要検証 – ノート]
  - 淡路町から東浦町が分立した際に戸別に淡路町に残った世帯が存在した。2005年4月1日の合併（淡路市誕生）により解消。
- 和歌山県那賀郡打田町黒土[注 8]
  - 周囲は那賀郡粉河町と桃山町。2005年11月7日の合併（紀の川市誕生）により解消。
- 広島県福山市内海町、内海町イ、内海町ハ、内海町ロ 北緯34度21分 東経133度17分 / 北緯34.350度 東経133.283度
  - 周囲は沼隈町。2005年2月1日の合併（沼隈町の福山市編入）により解消。
- 広島県呉市下蒲刈町（下蒲刈島） 北緯34度11分 東経132度40分 / 北緯34.183度 東経132.667度
  - 2000年に架橋により広島県本土と陸続きになったが、架橋で結ばれた先は川尻町。2003年4月1日の呉市編入により飛地となった。2004年4月1日の合併（川尻町の呉市編入）により解消。
- 山口県新南陽市高瀬・和田地区 北緯34度09分 東経131度44分 / 北緯34.150度 東経131.733度
  - 周囲は徳山市、鹿野町、徳地町。2003年4月21日の合併（周南市誕生）により解消。
- 香川県三豊郡大野原町青岡 北緯34度05分54秒 東経133度41分00秒 / 北緯34.09833度 東経133.68333度
  - 周囲は観音寺市木之郷町、粟井町。2005年10月11日の合併（新・観音寺市誕生）により解消。
- 徳島県徳島市入田町（旧・名西郡入田村の一部） 北緯34度02分16秒 東経134度26分47秒 / 北緯34.03778度 東経134.44639度
  - 周囲は石井町、阿野村、鬼籠野村、上八万村、国府町。1955年1月1日の徳島市編入により飛び地となったが、同年2月11日の合併（上八万村の徳島市編入）により解消。
- 徳島県麻植郡山川町字西野峰 北緯34度00分14秒 東経134度14分00秒 / 北緯34.00389度 東経134.23333度
  - 周囲は美郷村。2004年10月1日の合併（吉野川市誕生）により解消。
- 佐賀県東松浦郡浜玉町鳥巣 北緯33度24分02秒 東経130度06分50秒 / 北緯33.40056度 東経130.11389度
  - 周囲は七山村、厳木町。2005年1月1日の合併（新・唐津市誕生）により厳木町側を解消、2006年1月1日に唐津市が七山村をようやく編入して完全に解消。
- 長崎県佐世保市浅子町、旧小佐々町地区 北緯33度13分35秒 東経129度36分14秒 / 北緯33.22639度 東経129.60389度
  - 周囲は北松浦郡鹿町町、佐々町。2005年4月1日の合併（吉井町の佐世保市編入）、そして2010年3月31日の合併（鹿町町、および鹿町町に隣接する江迎町の2町が共に佐世保市編入）により解消[注 9]。
- 鹿児島県鹿児島郡西武田村大字武の一部 北緯31度34分24秒 東経130度33分46秒 / 北緯31.57333度 東経130.56278度
  - 周囲は鹿児島市。1911年に大字武の飛地部分が分割され鹿児島市下荒田町及び高麗町に編入されたことにより解消。現在の鹿児島市天保山町、高麗町。
- 鹿児島県鹿児島市東桜島地区 北緯31度35分 東経130度42分 / 北緯31.583度 東経130.700度
  - 周囲は垂水市、鹿児島郡桜島町。2004年11月1日の合併（桜島町の鹿児島市編入）により解消。
- 鹿児島県薩摩郡宮之城町柊野 北緯32度00分 東経130度26分 / 北緯32.000度 東経130.433度
  - 周囲は出水市、薩摩郡鶴田町。2005年3月22日の合併（薩摩郡さつま町誕生）により解消。
- 鹿児島県出水市荘 北緯32度05分36秒 東経130度16分35秒 / 北緯32.09333度 東経130.27639度
  - 周囲は出水郡高尾野町、野田町。2006年3月13日の合併（新・出水市誕生）により解消。
- 鹿児島県出水郡高尾野町江内 北緯32度06分 東経130度15分 / 北緯32.100度 東経130.250度
  - 周囲は出水市、阿久根市、出水郡野田町。2006年3月13日の合併（新・出水市誕生）により解消。
- 鹿児島県川辺郡坊津町秋目 北緯31度21分31秒 東経130度11分50秒 / 北緯31.35861度 東経130.19722度
  - 周囲は笠沙町、大浦町。2005年11月7日の合併（南さつま市誕生）により解消。
- 沖縄県那覇市首里（旧・首里市） 北緯26度13分18秒 東経127度43分32秒 / 北緯26.22167度 東経127.72556度
  - 1957年12月7日、真和志市の那覇市編入により解消。

##### 合併以外の事情により解消した飛地
- 茨城県猿島郡五霞町 北緯36度06分51秒 東経139度44分45秒 / 北緯36.11417度 東経139.74583度
  - 同じ茨城県の古河市や境町とは利根川を介して接しているが、1981年の新利根川橋開通までは町内から利根川を渡る橋がなかった。
- 岐阜県各務原市川島地区（旧川島町）
  - 川島町は木曽川の中洲に位置するが、1962年の川島大橋開通まで岐阜県側と繋がる橋を持たなかった（愛知県側への橋が先に開通していた）。その後、川島町は2004年に各務原市へ編入されたが、川島町から岐阜県側への道路が笠松町のもぐり橋を通る経路しかなかった。編入後に、市域内で両岸を直結する各務原大橋が建設され、2013年に開通したことで市内での飛び地状態も解消。
- 三重県桑名郡木曽岬町 北緯35度04分33秒 東経136度43分52秒 / 北緯35.07583度 東経136.73111度
  - 同じ三重県の桑名市長島町とは木曽川を介して接していたが、1963年の木曽川大橋開通までは町内から木曽川を渡る橋がなかった。その後木曽岬干拓地の造成により干拓地内に長島町の土地ができ、長島町と接することになったが、こんどはその長島町の土地が飛地になった。
- 兵庫県西宮市平左衛門町 北緯34度41分30秒 東経135度22分30秒 / 北緯34.69167度 東経135.37500度、尼崎市西昆陽字田近野 北緯34度46分38秒 東経135度22分18秒 / 北緯34.77722度 東経135.37167度
  - 武庫川を境にして左岸が尼崎市、右岸が西宮市という形で接する両市であるが、歴史的な経緯により互いに対岸の飛び地が発生していた。田近野住民からの西宮市への編入陳情、平左衛門町の沖合埋め立てなどの事情を踏まえ、1969年（昭和44年）4月1日に両者の交換が行われ、飛地解消[7]。

赤色で示された区域が2004年時点の桜島赤水町。本体は左下、新島は右上の島である

- 鹿児島県鹿児島市桜島赤水町字新島 北緯31度37分06秒 東経130度43分23秒 / 北緯31.61833度 東経130.72306度
  - 桜島の北東部沖にある島で、2004年の市町村合併までは桜島町大字赤水字新島であり鹿児島市東桜島地区とは行政連絡船で接続されていたが、桜島町には直接接続できなかった。2004年11月1日の合併（桜島町の鹿児島市編入）により、自治体の飛地は解消した。自治体としての飛地解消後も、桜島赤水町は桜島南西部（本体）と桜島北東部（新島）があり、飛地となっていたが、2006年（平成18年）2月13日に桜島赤水町より新島の区域が新島町として独立し、町丁の飛地も解消した[8]。
  - 2016年すべての住民が離島したため現在居住者はいなくなったが、2019年7月に元島民が転入したため再び有人島となった。行政連絡船が週に3日、1日につき3往復運航している。

#### 自治体単位の飛地
再掲。
- 和歌山県東牟婁郡北山村 北緯33度55分56秒 東経135度58分09秒 / 北緯33.93222度 東経135.96917度
  - 自治体単位が飛地となっている唯一のケース。廃藩置県で当初は奈良県に編入されたが、その後和歌山県に編入された。また現在は自治体単位ではないが新宮市熊野川町玉置口、同熊野川町嶋津も同じく和歌山県の飛地。周辺は共に三重県熊野市と奈良県吉野郡。

#### 江戸時代の藩の飛領
- 八戸藩志和
  - 寛文4年（1664年）、南部盛岡藩3代藩主・南部重直の死後、盛岡藩と八戸藩に分割された際、後の上平沢、稲藤、上土舘、下土舘、北片寄、中片寄、南片寄の7ヶ村が八戸藩の飛び地となった。八戸藩が明治4年（1871年）に廃藩した後の志和村。
- 会津藩
  - 蝦夷地のうち根室国、北見国の各一部、河内国、和泉国の各一部を飛領としていた。
- 加賀藩
  - 越中国新川郡の大部分 - 富山藩が加賀藩から分藩されたことに伴い、飛領となった。
  - 近江国弘川村 - 藩祖前田利家の妻である芳春院（まつ）の死後、芳春院の化粧料（婦女に対して生活補助として与えられた領地（石高））だった弘川を飛領として加えた。
- 富山藩
  - 加賀藩からの分藩から1659年の領地交換まで、以下の飛領を有していた。
    - 越中国新川郡の一部（黒部川西岸）
    - 加賀国能美郡の一部
- 大聖寺藩
  - 加賀藩からの分藩から1660年の領地交換まで、以下の飛領を有していた。
    - 越中国新川郡の一部
- 対馬府中藩
  - 本領の対馬が地理的に稲作・耕作が困難な土地であった為、以下の飛領を有していた。
    - 肥前国基肄郡、養父郡、松浦郡の各一部
    - 筑前国怡土郡の一部
    - 豊前国宇佐郡、下毛郡の各一部
    - 下野国都賀郡、安蘇郡の各一部

### アメリカ合衆国
- ケンタッキー州フルトン郡の一部 北緯36度32分 西経89度31分 / 北緯36.533度 西経89.517度
  - 周囲はミズーリ州とテネシー州。ミズーリ州との境界がミズーリ川、テネシー州との境界が緯線で決められたため、河川の屈曲部が飛地化。

### 大韓民国
韓国では飛地のことを越境地（월경지）と呼ぶ。
- 京畿道安山市大阜島 北緯37度15分 東経126度35分 / 北緯37.250度 東経126.583度
  - 周囲は京畿道始興市・華城市・仁川広域市甕津郡。もともとは京畿道甕津郡の所属であったが、1995年に甕津郡が仁川広域市に編入された際に生活圏の関係で仁川広域市への編入ではなく京畿道への所属を選択したため（安山市への編入は1994年12月26日）。なお、安山市の中心部には始興市など他の都市を通らなければ行くことができない。
- 仁川広域市江華郡 北緯37度43分 東経126度26分 / 北緯37.717度 東経126.433度
  - 橋でつながっている先は京畿道金浦市。もともとは京畿道所属であったが、1995年に仁川広域市に編入されたため飛地になった。
- 大邱広域市達城郡多斯邑・河浜面 北緯35度53分 東経128度26分 / 北緯35.883度 東経128.433度
  - 1981年7月1日に慶尚北道達城郡月背邑・城西邑が大邱直轄市（現・広域市）に編入されたため。1995年に達城郡は大邱広域市に編入されたが、多斯邑・河浜面の飛地状態は解消していない。
- 全羅北道完州郡伊西面 北緯35度49分 東経127度02分 / 北緯35.817度 東経127.033度
  - 周囲は全州市・金堤市。1987年に完州郡助村邑が全州市に編入されたため。

### 中華人民共和国
- 河北省廊坊市三河市・大廠回族自治県・香河県 北緯39度52分 東経117度00分 / 北緯39.867度 東経117.000度
  - 周囲は北京市と天津市。近接した北京と天津が直轄市として独立し、挟まれた地区が飛地化。
- 青海省海西モンゴル族チベット族自治州ゴルムド市タンラ山鎮 北緯34度13分 東経92度26分 / 北緯34.217度 東経92.433度
  - 周囲は青海省玉樹チベット族自治州治多県・雑多県とチベット自治区ナクチュ市アムド県。その北部にはチベット自治区アムド県からの移民による集落があり、その周辺の人口・経済などを統計する場合はアムド県雁石坪鎮として計上されるが、正式な行政区域ではタンラ山鎮のままである。
- 北京市朝陽区の一部：北京首都国際空港 北緯40度04分 東経116度36分 / 北緯40.067度 東経116.600度
  - 周囲は北京市順義区。
- 寧夏回族自治区固原市隆徳県温堡郷 北緯35度28分 東経105度59分 / 北緯35.467度 東経105.983度
  - 周囲は甘粛省平涼市静寧県と荘浪県。
- 貴州省黔東南ミャオ族トン族自治州天柱県地湖郷 北緯26度44分 東経109度34分 / 北緯26.733度 東経109.567度
  - 周囲は湖南省懐化市会同県と靖州ミャオ族トン族自治県。
- 河北省承徳市鷹手営子鉱区寿王墳鎮 北緯40度35分 東経117度49分 / 北緯40.583度 東経117.817度
  - 周囲は承徳市興隆県・承徳県。
- 吉林省通化市通化県東来郷・果松鎮・七道溝鎮・石湖鎮 北緯41度33分 東経126度15分 / 北緯41.550度 東経126.250度
  - 周囲は通化市東昌区・二道江区・集安市と白山市渾江区。
- 江蘇省鎮江市潤州区韋崗街道 北緯32度06分 東経119度19分 / 北緯32.100度 東経119.317度
  - 周囲は鎮江市丹徒区・句容市。
- 安徽省銅陵市郊区銅山鎮 北緯30度27分 東経117度17分 / 北緯30.450度 東経117.283度
  - 周囲は池州市貴池区。
- 安徽省淮北市杜集区段園鎮 北緯34度12分 東経117度00分 / 北緯34.200度 東経117.000度
  - 周囲は宿州市蕭県と江蘇省徐州市銅山区。
- 安徽省安慶市桐城市鱘魚鎮 北緯30度41分20秒 東経117度13分00秒 / 北緯30.68889度 東経117.21667度
  - 周囲は安慶市迎江区と銅陵市樅陽県。
- 江西省南昌市新建区樵舎鎮・楽化鎮・渓霞鎮・象山鎮・聯圩鎮・金橋郷・鉄河郷・大塘坪郷・昌邑郷・南磯郷 北緯29度00分 東経116度00分 / 北緯29.000度 東経116.000度
  - 周囲は南昌市湾里区・青山湖区・南昌県と九江市永修県。
- 江西省九江市柴桑区江洲鎮 北緯29度48分 東経116度10分 / 北緯29.800度 東経116.167度
  - 長江の中州である。周囲は九江市潯陽区・濂渓区・湖口県、湖北省黄岡市黄梅県と安徽省安慶市宿松県。
- 四川省攀枝花市仁和区同徳鎮・布徳鎮・務本郷 北緯26度40分 東経101度38分 / 北緯26.667度 東経101.633度
  - 周囲は攀枝花市西区・東区・塩辺県と雲南省麗江市華坪県。
- 貴州省六盤水市鐘山区大湾鎮 北緯26度47分 東経104度38分 / 北緯26.783度 東経104.633度
  - 周囲は畢節市威寧イ族回族ミャオ族自治県と赫章県。
- 陝西省咸陽市永寿県儀井鎮・店頭鎮 北緯34度35分 東経108度03分 / 北緯34.583度 東経108.050度
  - 周囲は咸陽市乾県と宝鶏市扶風県・麟遊県。
- 甘粛省白銀市靖遠県興隆郷・双竜郷・石門郷・靖安郷・五合郷・東昇郷・北灘郷・永新郷 北緯37度01分 東経104度52分 / 北緯37.017度 東経104.867度
  - 周囲は白銀市平川区・景泰県と寧夏回族自治区中衛市沙坡頭区。
- 甘粛省酒泉市粛北モンゴル族自治県馬鬃山鎮 北緯41度48分 東経97度00分 / 北緯41.800度 東経97.000度
  - 周囲はモンゴル国、酒泉市瓜州県・玉門市、内モンゴル自治区アルシャー盟エジン旗と新疆ウイグル自治区クムル地区クムル市。
- 甘粛省張掖市粛南ユグル族自治県明花郷 北緯39度39分 東経99度07分 / 北緯39.650度 東経99.117度
  - 周囲は張掖市高台県と酒泉市粛州区。
- 甘粛省張掖市粛南ユグル族自治県皇城鎮 北緯37度54分 東経101度46分 / 北緯37.900度 東経101.767度
  - 周囲は張掖市山丹県、金昌市永昌県、武威市天祝チベット族自治県と青海省海北チベット族自治州門源回族自治県・祁連県。
- 甘粛省甘南チベット族自治州チョネ県洮硯郷・柏林郷・蔵巴哇郷 北緯34度50分 東経103度53分 / 北緯34.833度 東経103.883度
  - 周囲は甘南チベット族自治州臨潭県と定西市岷県・漳県・渭源県。
- 新疆ウイグル自治区カラマイ市独山子区 北緯44度19分 東経84度52分 / 北緯44.317度 東経84.867度
  - 周囲はイリ・カザフ自治州タルバガタイ地区ウス市・沙湾県とクイトゥン市。
- 新疆ウイグル自治区昌吉回族自治州阜康市・奇台県・ジムサル県・モリ・カザフ自治県 北緯44度00分 東経90度00分 / 北緯44.000度 東経90.000度
  - 周囲はモンゴル国、ウルムチ市、トルファン市、クムル地区とイリ・カザフ自治州アルタイ地区。米泉市がウルムチ市へ編入すると伴い、東部地区が飛地化。

### ドイツ
- ブレーメン州ブレーマーハーフェン 北緯53度33分 東経8度36分 / 北緯53.550度 東経8.600度
  - 「本土」であるブレーメン市を含め、周囲はニーダーザクセン州。

### ロシア
- モスクワ市ゼレノグラード
  - 1991年にモスクワ市に合併され、飛び地となった。周囲は、ソルネチノゴルスク地区（ロシア語版）。
- モスクワ市西区クンツェボ (モスクワ地方)（ロシア語版）
  - 周囲は、クラスノゴルスクとオジンツォボ。

### フランス
- オート＝ピレネー県の一部 北緯43度16分 西経0度07分 / 北緯43.267度 西経0.117度 北緯43度20分 西経0度05分 / 北緯43.333度 西経0.083度
  - 周囲はピレネー＝アトランティック県。
- ヴォクリューズ県ヴァレア小郡 北緯44度22分 東経4度58分 / 北緯44.367度 東経4.967度
  - 周囲はドローム県。
- コート＝ドール県メヌセール村 北緯47度08分 東経4度09分 / 北緯47.133度 東経4.150度
  - 周囲はニエーヴル県とソーヌ＝エ＝ロワール県。

### ボスニア・ヘルツェゴビナ
- スルプスカ共和国 北緯44度00分 東経19度00分 / 北緯44.000度 東経19.000度 北緯44度46分 東経17度11分 / 北緯44.767度 東経17.183度
  - ボスニア・ヘルツェゴビナ連邦（国家であるボスニア・ヘルツェゴビナ共和国とは別）とブルチコ行政区により領域がほぼ二等分されている。
- ボスニア・ヘルツェゴビナ連邦ポサヴィナ県北緯45度01分 東経18度42分 / 北緯45.017度 東経18.700度
  - ポサヴィナ県はボスニア・ヘルツェゴビナ連邦で唯一の飛地で、南はスルプスカ共和国とブルチコ行政区、北はサヴァ川とクロアチアに接している。ポサヴィナ県の領域自体も2つに分かれている。

### 過去に飛地だった地域
- 分割占領時代のドイツのアメリカ軍占領地区：ブレーメン州
  - 周囲はイギリス軍占領地区。米英仏占領地区を領土とする西ドイツの成立により解消。

## 選挙区の飛地
日本の衆議院議員選挙区画定審議会は2016年、衆議院小選挙区は飛び地にしないという作成方針を決定したが、実際に行政区画に飛地がある場合（衆議院小選挙区の和歌山2区（以前の和歌山3区）・神奈川9区、参議院選挙区の和歌山選挙区など）は飛地のままであるケースもある。また、衆議院比例代表選挙区の比例南関東ブロック、過去の衆議院中選挙区の神奈川2区・兵庫2区・埼玉5区、衆議院小選挙区の千葉4区なども飛地がある。
なお、飛地こそになっていないものの、ゲリマンダーによる変則な選挙区の区割りは米国などで多発している。